# Claude Peretti
Pour les articles homonymes, voir Peretti.
Claude Peretti, né le 24 février 1942 à Nice et mort le 8 septembre 2020 dans le 9e arrondissement de Marseille, est un footballeur français.
Il évolue au poste d’ailier droit. Il dispute 71 matchs de première division du championnat de France, dont il remporte le titre en 1963 avec l'AS Monaco.

## Biographie
Formé dans le club de sa ville natale, l'OGC Nice, qui remporte le championnat en 1959, il fait partie de l'équipe première pendant deux saisons sans cependant être aligné en championnat. Il rejoint en 1960 l'AS Monaco ; le club de la principauté gagne le championnat et la Coupe Charles Drago la première saison (au cours de laquelle il ne joue qu'en réserve), puis réalise l'exploit du doublé Coupe-championnat en 1963. En 1963, il rejoint l'Olympique de Marseille en seconde division : à 21 ans il réalise une saison pleine et revient à Monaco la saison suivante, sans toutefois devenir titulaire à part entière. 
En 1965, il retourne en division inférieure avec l'AC Ajaccio. Dès sa deuxième année, en 1967, le club corse remporte le championnat et accède donc à l'élite. Il joue deux saisons comme titulaire, et prend sa retraite sportive en fin de la saison 1969-1970,.
Il meurt le 8 septembre 2020 à Marseille, à l'âge de 78 ans.